# Teaonui Tehau
Teaonui Tehau (Faa'a, 1º settembre 1992) è un calciatore francese nato a Tahiti, attaccante del Vénus.

## Vita privata
È fratello maggiore di Roonui John Tehau e cugino di Alvin Tehau, Jonathan Tehau e Lorenzo Tehau, a loro volta calciatori della nazionale tahitiana. 

## Caratteristiche tecniche
È un attaccante, ma può giocare anche come centrocampista.

## Carriera

### Club
Nella stagione 2012-2013 ha giocato 5 partite e segnato 4 gol nella OFC Champions League con l'A.S. Dragon; nella stagione 2013-2014 ha segnato 25 gol nel campionato tahitiano, del quale è stato capocannoniere. Successivamente ha segnato una rete in 3 presenze nella OFC Champions League 2014-2015 e 4 reti in 3 presenze nella OFC Champions League 2020.

### Nazionale
Nel 2009 ha partecipato ai Mondiali Under-20 con la sua nazionale, giocando 3 partite senza mai segnare; avendo 17 anni all'epoca del torneo, è stato il più giovane tahitiano ad aver mai giocato in un Mondiale Under-20.
Ha esordito in nazionale il 3 aprile 2011 in un'amichevole persa 1-3 contro la Nuova Caledonia.
Il 5 settembre 2011 durante l'amichevole contro il Kiribati vinta 17-1 segna ben 6 reti entrando dalla panchina a poco più di mezz'ora dalla fine.
Il 1º giugno 2012 lui ed i suoi tre cugini Lorenzo, Alvin e Jonathan segnano complessivamente 9 dei 10 gol della partita vinta per 10-1 contro Samoa, valida per la Coppa d'Oceania 2012.
Il 10 giugno seguente, battendo in finale la Nuova Caledonia, si laurea Campione d'Oceania, era inoltre il più giovane giocatore della rosa polinesiana in quella competizione.
Il 20 giugno 2013 subentra al cugino Alvin al 52' della partita persa per 10-0 contro la Spagna, facendo così il suo esordio in Confederations Cup.
Viene convocato per la successiva Coppa d'Oceania 2016, dove nonostante le 4 reti in 3 partite il Tahiti non riesce a superare la fase a gironi.
Viene convocato per la Coppa d'Oceania 2024 conclusa al terzo posto, nella quale segna 3 reti.

## Palmarès

### Club

#### Competizioni nazionali
- Tahiti Division Fédérale: 1

Dragon: 2013

### Nazionale
- Coppa d'Oceania: 1

2012

### Individuale
- Capocannoniere del campionato tahitiano: 1

2013-2014 (25 gol)
- Squadra maschile OFC del decennio 2011-2020 IFFHS: 1

2020
- Capocannoniere della OFC Champions League: 1

2022 (4 reti)